# Радомско
Радо̀мско (на полски: Radomsko) е град в Централна Полша, Лодзко войводство. Административен център е на Радомски окръг, както и на селската Радомска община, без да е част от нея. Самият град е обособен в самостоятелна община с площ 51,43 км2.

## География
Градът се намира в историческия регион Малополша. Разположен е край река Радомка, на 88 километра южно от Лодз, на 46 километра югозападно от Пьотърков Трибуналски и на 39 километра североизточно от Ченстохова.

## История
За пръв път селището е споменато в писмен източник през 1243 година. През 1266 година получава градски права от княз Лешек Черни.
В периода 1975 – 1998 г. е част от Пьотърковското войводство.

## Население
Населението на града възлиза на 46 409 души (2017 г.). Гъстотата е 902 души/км2.

## Личности

### Родени в града
- Збигнев Длубак – полски художник и фитограф
- Марян Нитецки – полски военен, генерал
- Тадеуш Ружевич – полски писател и драматург
- Станислав Ружевич – полски режисьор
- Марюш Черкавски – полски хокеист
- Пьотър Стемпен – полски борец
- Йежи Семков – полски диригент
- Славомир Маяк – полски футболист, национал

## Градове партньори
- Мако, Унгария
- Вознесенск, Украйна
- Офенбах ам Майн, Германия
- Линкълн, Великобритания

## Фотогалерия
- Градската библиотека
- Църква „Св. Ламберт“
- Францискански манастир
- Сградата на районния съд
- Паметник на „Св. Ядвига“
- Градски дом на културата
- Парк „Швентоянски“